# Grand Appartement de la Reine

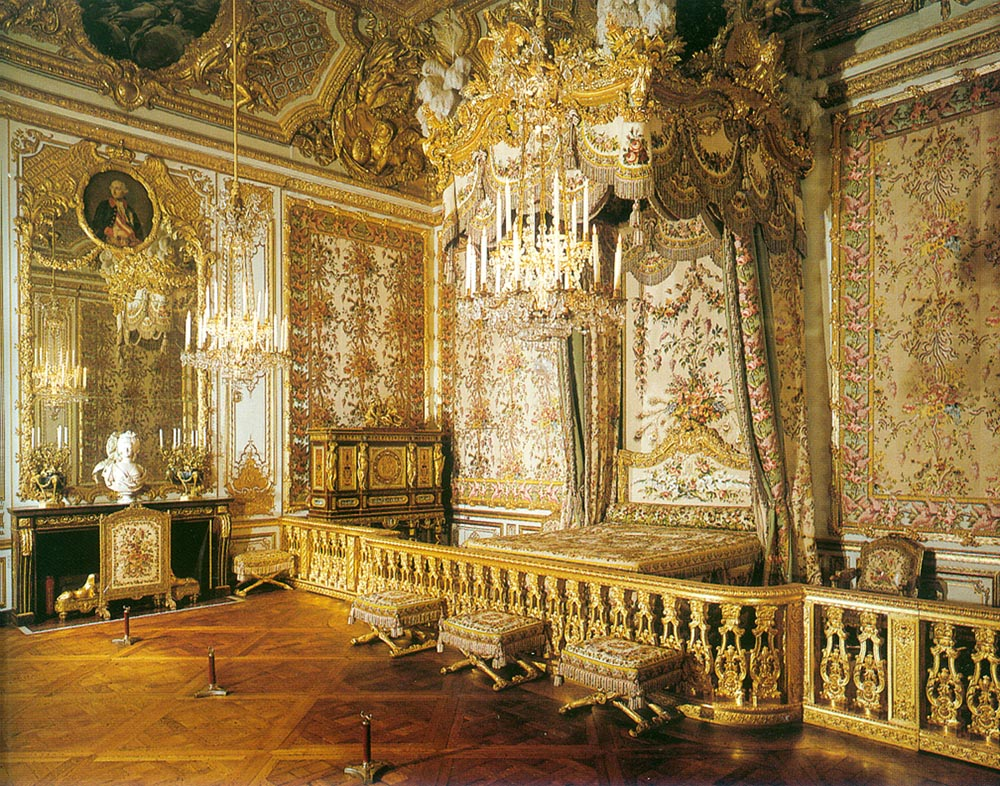
Slaapkamer van Marie Antoinette

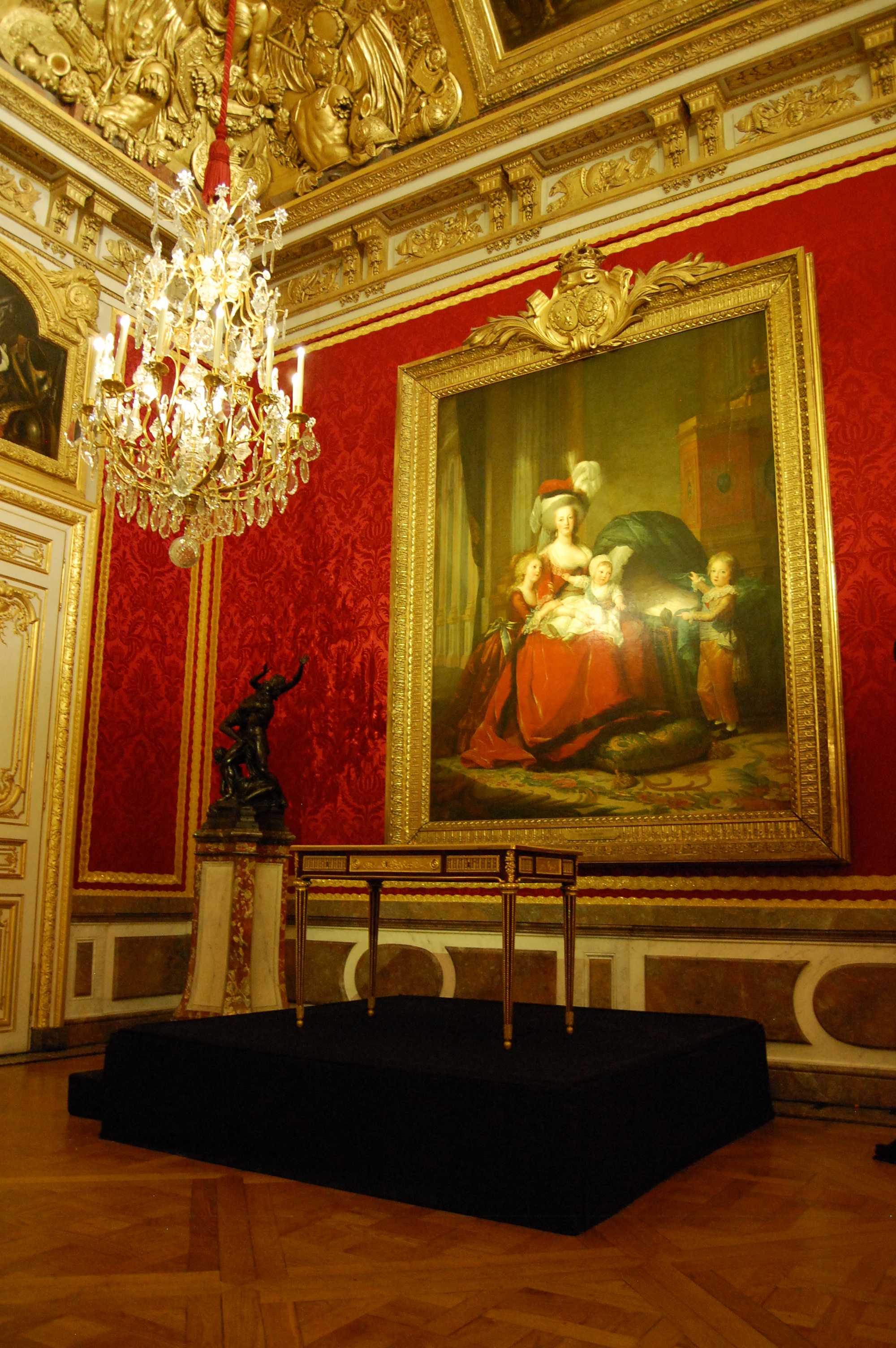
Zaal van het groot Servies

Het Grand Appartement de la Reine is de verzamelnaam voor een serie vertrekken in het Kasteel van Versailles.

## Locatie
Deze zalen bevinden zich alle op de eerste verdieping aan de zuidzijde van het middengedeelte van het kasteel en zijn onderdeel van de "Tweede Bouwcampagne" van Lodewijk XIV die men de "grote enveloppe" noemt, omdat het oude gebouw aan de tuinzijde werd "ingepakt" door nieuwe reeksen vertrekken. 
De vertrekken van de koningin worden aan de westkant geflankeerd door de Spiegelzaal en aan de oostkant door de in de 19e eeuw gebouwde Kroningszaal en bestaan uit de volgende zalen:
- de Koninginnetrap
- de Zaal van de Lijfwachten
- de Zaal van het groot Servies
- de Zaal der Edelen
- de Slaapkamer van de Koningin
- de Vredeszaal

Verder is er
- de Loggia naar de vertrekken van de koning.

Belangrijke gasten mochten langs de Koninginnetrap naar de appartementen van de vorstin gaan. Deze dames van de zogenaamde Grand Entrées moesten vervolgens wachten in de Antichambre, het zogenaamde Antichambreren. 
Tijdens de Franse Revolutie wist de koningin via een kleine gang te ontsnappen, naar de vertrekken van de Koning die er juist achter liggen. 
Tijdens een bezoek aan het kasteel komen de vertrekken van de koningin bij de rondleiding als laatste aan bod, na de Spiegelzaal. Een bezoek zou eigenlijk moeten beginnen bij de Koninginnetrap om vervolgens te eindigen bij de Zaal van de Vrede.
In het Klein Trianon beschikte de vorstin ook over een boudoir, bovendien liet Marie Antoinette in het park Le Hameau de la Reine oprichten, zodat ze aan de strenge hofetiquette kon ontsnappen. Daar kon ze samen met haar hofdames spelletjes spelen en muziek beoefenen. De koningin liet ook in het Klein Trianon een theater oprichten.